# Karaisella
Karaisella es un género de foraminífero bentónico la familia Charentiidae, de la superfamilia Biokovinoidea, del suborden Biokovinina y del orden Loftusiida. Su especie tipo es Karaisella uzbekistanica. Su rango cronoestratigráfico abarca el Oxfordiense (Jurásico superior).

## Discusión
Clasificaciones previas incluían Karaisella en el suborden Textulariina y en el orden Textulariida.

## Clasificación
Karaisella incluye a la siguiente especie:
- Karaisella uzbekistanica †